# 艾蘭路球場
艾蘭路球場是英超球队列斯聯的主場，亦是西約克郡境內最大的球場，並且是英格蘭第十一大的球場，除了英超球隊的主場外，艾蘭路球場就是全英格蘭最大的球場。艾蘭路球場屢次作為英格蘭足總杯的決賽場地， 並且在1996年歐洲國家盃被選為8個比賽場地之一。除了運動外，艾蘭路球場亦曾為多名歌手或組合的音樂會場地，包括皇后樂隊、U2、快樂星期一和皇帝首領。艾蘭路球場一共分為四個看台，李維北看台、東看台、南看台和約翰查爾斯看台，合共容量達40,242。
在球場未建成前的地方被稱謂老孔雀廣場，1898年在這建裡成了這座球場。由於該地臨近艾蘭鎮的緣故，球場被命名為艾蘭路球場(Elland Road)。1904年，列斯城(列斯聯的前身)接手了這塊球場。1904年10月15日，列斯城在艾蘭路球場進行了揭幕戰，對手是侯城。共有大約3000名觀眾觀看了這場比賽，以0-2敗陣。1904年，列斯城(列斯聯的前身)加入西約克郡聯賽時開始使用，1905年列斯市獲選加入足球聯盟乙組聯賽時在西面加建可容5,000觀眾的有蓋新看臺。1919年列斯城因非法付款醜聞而關閉，列斯聯正式成立並沿用艾蘭路球場為主場，改善設施，為艾蘭路階梯看臺加建上蓋，有時為應付過多的觀眾而臨時搭建棚台，故被暱稱為雞棚(Scratching Shed)。新建在洛菲爾德斯路一方的看臺及北面龍門後方的階梯看臺，被稱為斯比恩以紀念十九世紀末英國與南非的布耳戰爭一役中有322名英兵陣亡的一座小山。1953年增加汛光燈。1985年列斯聯以250萬英鎊將艾蘭路球場賣給列斯市議會並訂下125年的長期租約，及後在1998年以1,000萬英鎊贖回。為減輕負債，列斯聯在2004年再次出售艾蘭路球場，訂定25年租約及在財政改善時回購的條款。

## 艾蘭路球場結構

### 約翰查理士西看臺
艾蘭路球場的西看臺，在1956年9月曾遭大火破壞，耗資18萬英鎊修復，才於1957年8月重新開放。在看臺的頂部設有弔掛電視評述室和供有關人員出入的走道，電台和報紙媒體的設施都在這個看臺。看臺上的董事包廂用作供主客兩隊的高層到場觀看比賽用。列斯聯的名宿約翰·查爾斯在2004年2月不幸去世，西看臺更名以作紀念。

### 南看臺
暱稱雞棚的南看臺直到1974年才投放50萬英鎊改建為擁有16個行政包廂的新看臺，包廂與一間行政餐廳相連。1988/98年賽季再作擴建，增添16個行政包廂。1974年被擱置的南看臺與洛菲爾德斯路合併計劃工程在1991年得以推行，在9月完工後就是東南角看臺，主要用來提供席位給客隊球迷，如預計有大量客隊球迷，整個南看臺會開放給客隊球迷使用。

### 東看臺
東看臺始建於1992/93賽季，代替原來的洛菲爾德斯路看臺,設有25個行政包廂，是全世界最大的懸壁式看臺。東看臺底層是家庭看臺，上層則開放給其他觀眾。

### 李維北看臺
在1994年賽季結束後，為遵從泰萊報告而將斯比恩看臺(Kop)改建為7,000座席看臺，以唐·李維命名，從而使艾蘭路正式成為全座席的球場。在重建後，看臺內加建鋪有地毯的酒吧及新的快餐小食店。同年10月由球會主席洛達·希亞活勳爵和唐·李維的遺孀李維夫人主持揭幕。李維看臺亦以列斯聯的死忠球迷聚集而聞名，響亮的打氣歌聲往往在這裡開始再傳遍整個艾蘭路。

### 獎盃陳列室
這裡擺放了大部分列斯聯征戰過程中所贏得的獎盃，包括足總杯和世界盃獎盃的複製品。1966年，英格蘭奪得世界盃冠軍後，本土的所有足球會都獲贈一座世界盃複製品以供紀念，而所有贏得過足總杯足球會同樣也可以獲得一座足總杯複製品。 成員吧外面的櫃架上擺放著列斯聯傳奇教練唐·李維捐贈給列斯聯的個人獎盃，包括唐李維代表英格蘭出賽時所獲贈的帽子(英格蘭在過去每場國家隊的比賽後都會向每個球員餽贈一頂帽子，以作留念。但這已經成為歷史，球員現在要代表國家隊出場三次才能獲此餽贈)。